# Inhale
«Inhale» — третий сингл американской рок-группы Stone Sour с дебютного одноименного альбома, вышедшего в 2002 году. Сингл был номинирован на премию Грэмми в категории «Best Metal Performance» в 2004 году, но уступил победу песне St. Anger группы Metallica.

## Список композиций
| №  | Название                      | Длительность |
| -- | ----------------------------- | ------------ |
| 1. | «Inhale»                      | 4:18         |
| 2. | «Inside the Cynic»            | 3:23         |
| 3. | «Inhale» (Unedited Rough Mix) | 5:32         |
| 4. | «Inhale» (Video)              | 4:13         |

## Видеоклип
Видео показывает участников группы бездомными за своими повседневными занятиями: Кори везёт тележку с вещами, напевая текст песни; Джим подрабатывает уличным музыкантом, играя на гитаре; Джоэл, одетый в костюм Санты, попрошайничает на улице; Джош роется в мусорном баке, в поисках ценных вещей; Шон ест, сидя на тротуаре. На втором припеве участники группы появляются уже чистыми, в белых смокингах, выступая перед небольшой аудиторией в ресторане. Перед финальным припевом группа изменяется: на них одеты все те же вещи, но уже грязные и сами они выглядят, как и раньше — грязными и небритыми. Аудитория ресторана постепенно «испаряется» до тех пор, пока в зале никого не остаётся. Заканчивается клип тем, что участники группы сидят у костра, готовясь ко сну.

## Участники записи и позиции в чартах
| Stone Sour - Кори Тейлор – вокал - Джеймс Рут – гитара - Джош Рэнд – гитара - Шон Экономаки – бас-гитара - Джоэл Экман – ударные Приглашенные музыканты - Дэнни Гиббс – орган Хаммонда на треке Inhale | Технический персонал - Том Татман – продюсирование, микширование на треке Inhale (unedited rough mix) - Тоби Врайт – микширование треков Inhale и Inside the Cynic - Грэгори Дарк – режиссёр видеоклипа - Шарлотта Блейк – продюсер видеоклипа | \| Чарт (2003) \| Позиция \| \| -------------------------------------- \| ------- \| \| Singles (The Official Charts Company) \| 63 \| \| Billboard (Hot Mainstream Rock Tracks) \| 18 \| |
| Чарт (2003) | Позиция | |
| Singles (The Official Charts Company) | 63 | |
| Billboard (Hot Mainstream Rock Tracks) | 18 | |